# 哈傑爾山脈
哈傑爾山脈（阿拉伯语：‎，羅馬化：Jibāl al-Ḥajar）是東阿拉伯半島最高的山脉，它位於阿曼東北部以及阿拉伯联合酋长国东部，哈傑爾山脈將阿曼的沿海平原与沙漠高原分隔開來。